# 笠松站
笠松站（日语：／ Kasamatsu eki */?）是位於岐阜縣羽島郡笠松町西金池町，屬於名古屋鐵道（名鐵）本線及竹鼻線的車站。車站編號為NH56。

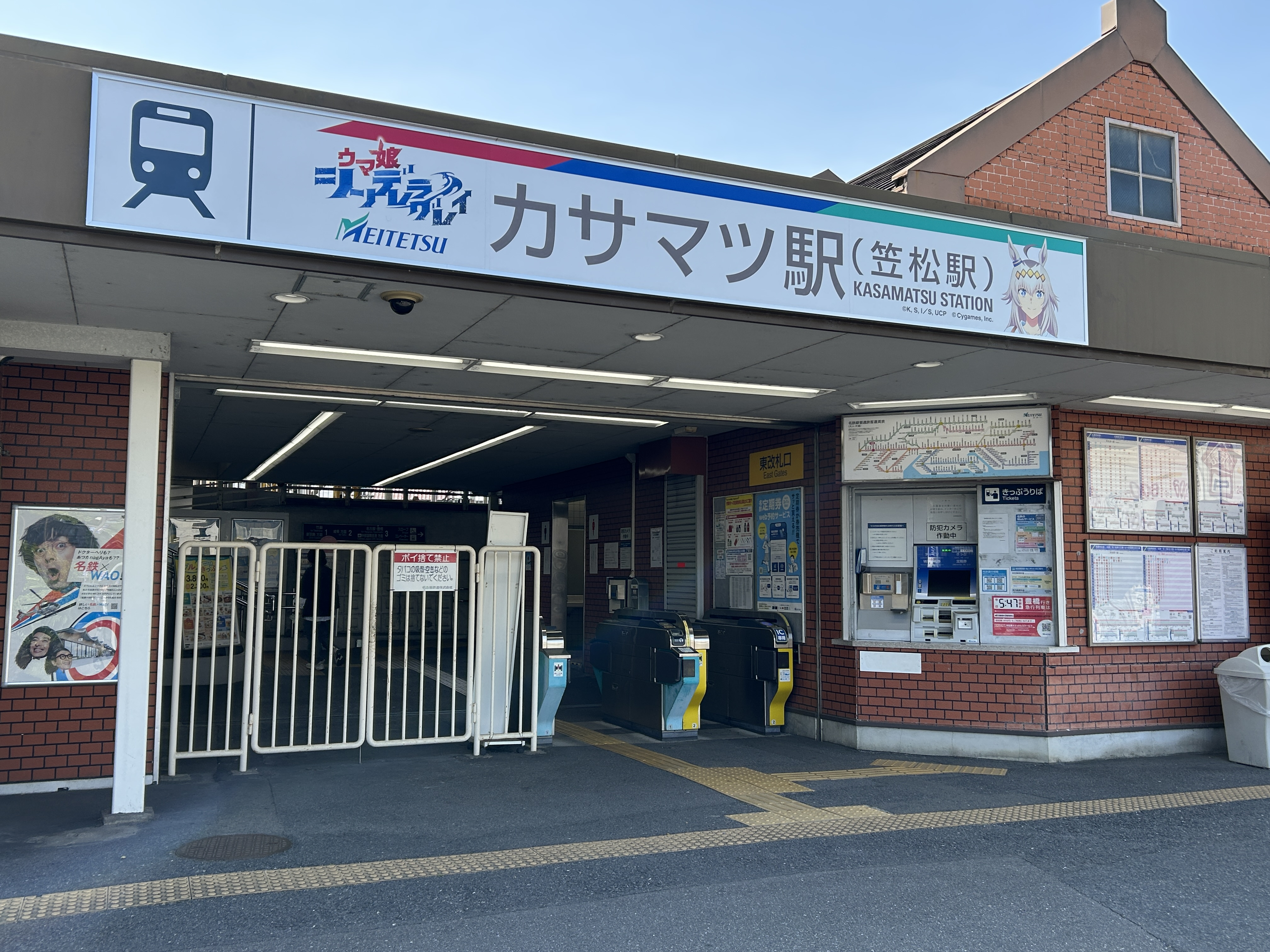
東出口（2025年5月）

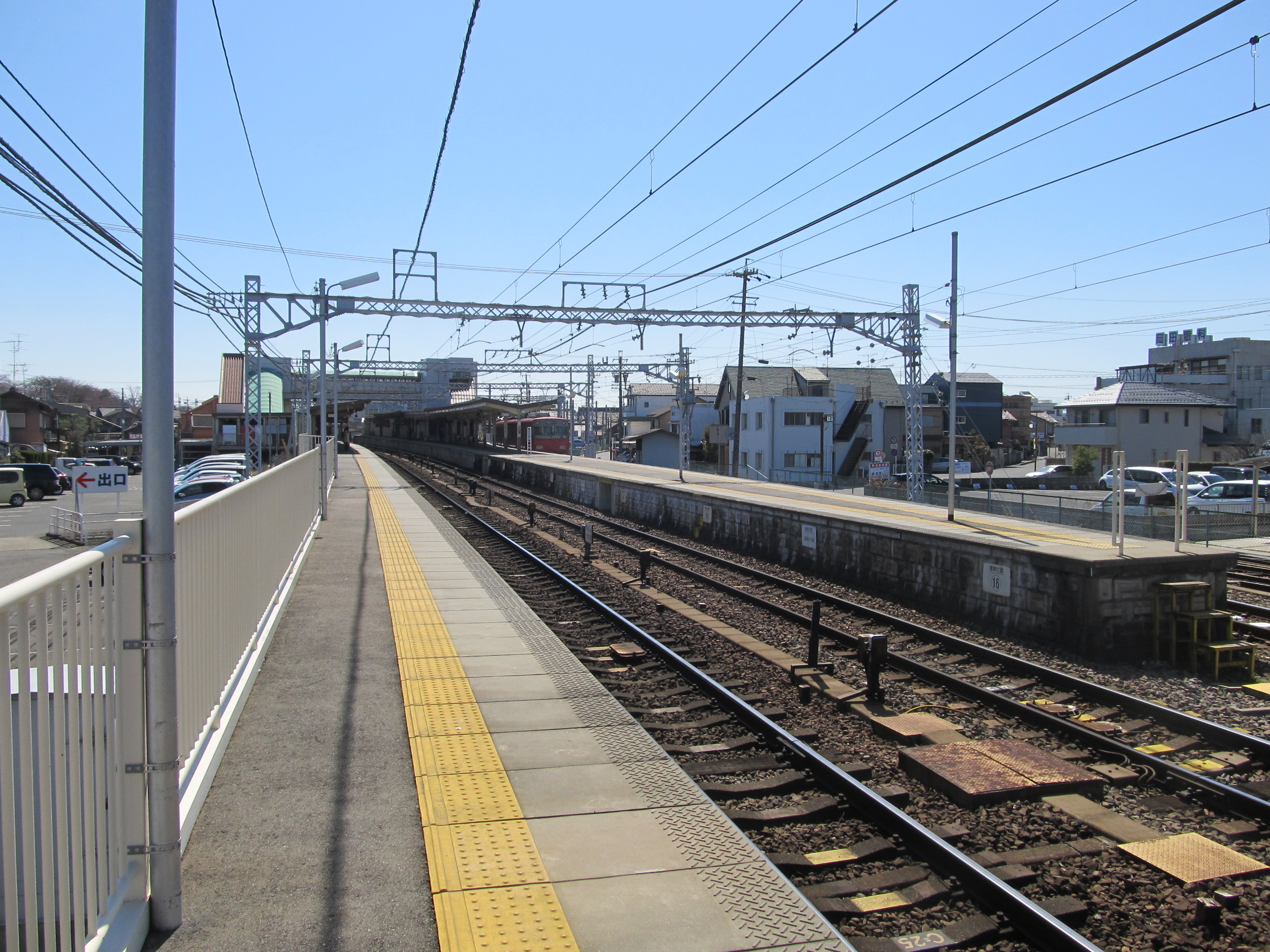
月台（2015年3月）

## 概要
此站為快速特急、特急的停車站（早上設有數班名古屋方向的特急通過）。在日間，名古屋本線的特急可轉乘從此站出發的竹鼻線列車。從名鐵岐阜出發往竹鼻線的直通急行列車在此站起為普通列車。在早上和黃昏部分普通列車會行走於名鐵岐阜至羽島市役所前或新羽島之間。在2001年前，竹鼻線、羽島線內設有通過站的急行列車運行。

## 歷史
第一、二代笠松站

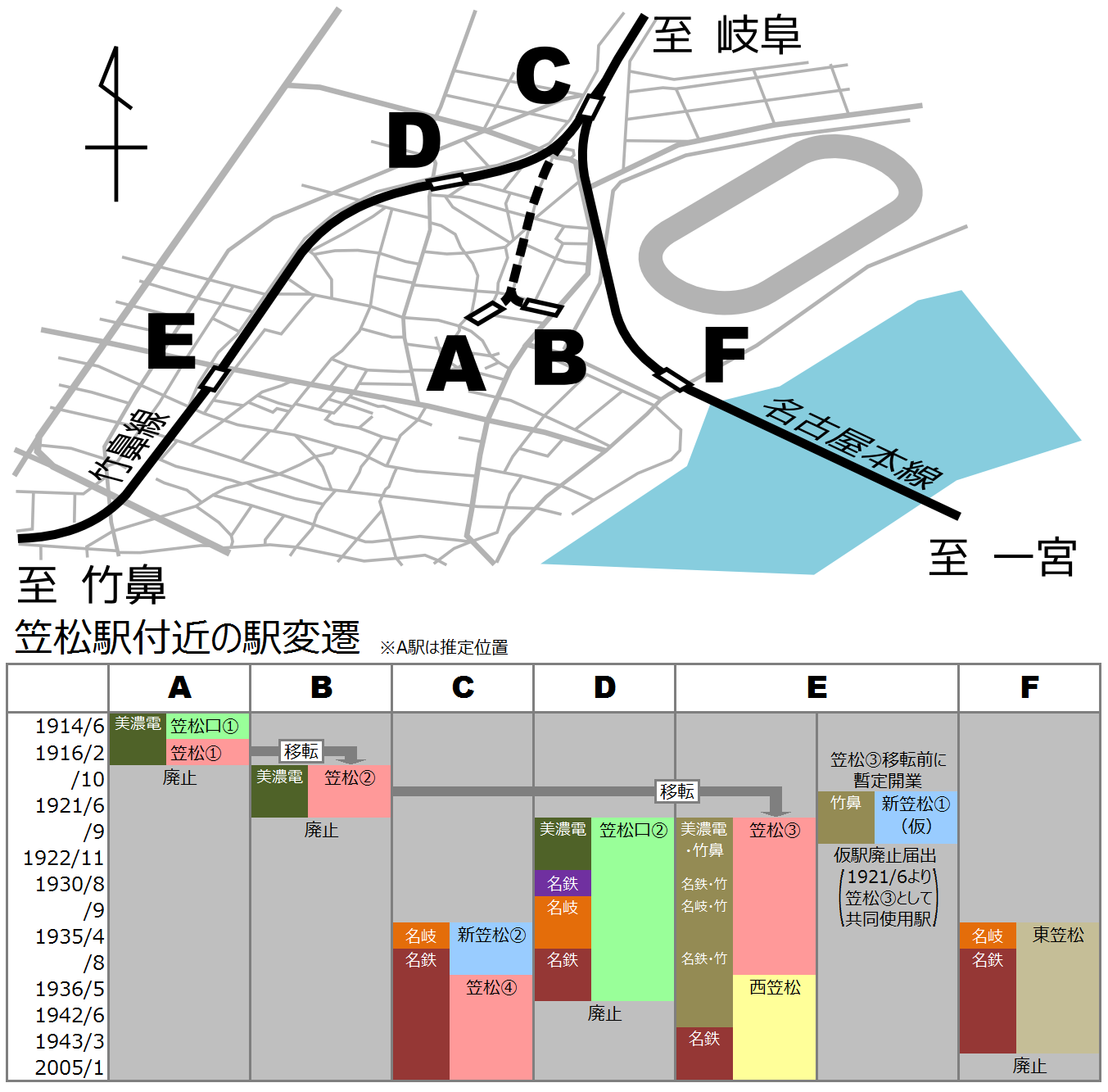
笠松站的變遷（此站為C站）

- 1914年（大正3年）6月2日 - 美濃電氣軌道笠松線廣江站（現已廢止）至此站開通，此站啟用，當時名為笠松口站（第一代）（圖中A站）[1]（位於現時車站南邊，在笠松町內近八幡神社北邊）。
- 1916年（大正5年）
  - 2月1日 - 笠松口站（第一代）改名為笠松站 （第一代）[2]。
  - 10月1日 - 笠松站（第一代）遷移至笠松站（第二代）（圖中B站）[3]。
- 1921年（大正10年）9月21日 - 車站與竹鼻鐵道連接，從笠松站（第二代）遷移至笠松站（第三代，圖中E站），笠松站（第二代）與舊線區間廢止[4]。

第四代笠松站
- 1935年（昭和10年）
  - 4月29日 - 名岐鐵道（日语：名岐鉄道）名岐線（現時為名鐵名古屋本線一部分）新一宮站（現時為名鐵一宮站）至笠松站開通，與笠松線（後來為竹鼻線）的連接車站新笠松站（第二代）啟用（圖中C站）[5]。
  - 8月1日 - 名岐鐵道與愛知電氣鐵道（日语：愛知電気鉄道）合併，成為名古屋鐵道。
- 1936年（昭和11年）5月 - 新笠松站（第二代）改名為笠松站（第四代），笠松站（第三代）改名為西笠松站[5]。
- 1984年（昭和59年）4月18日 - 西出口車站大樓重建[6]。
- 1987年（昭和62年）5月 - 設置自動閘機[7]。
- 1990年（平成2年）10月1日 - 東出口車站大樓落成[8]。
- 2008年（平成20年）12月27日 - 隨著急行減班，在早上9時以降的快速特急和特急停此站[9]。
- 2011年（平成23年）
  - 2月11日 - 車站可以使用「manaca」IC卡。
  - 3月26日 - 正式成為快速特急和特急的停車站（但是平日早上上行部分特急班次通過）。
- 2012年（平成24年） 2月29日 - 交通儲值卡「Trans Pass（日语：トランパス (交通プリペイドカード)）」的服務終止，此站也不可使用其儲值卡。

## 車站構造
本站設有1面2線的島式月台和2面2線的相對式月台，合併成為2面3線的月台。竹鼻線的列車（包括直通至名古屋本線的列車）使用1號月台，其他列車使用2、3號月台。1號月台可容納4卡車廂，2、3號月台則可容納8卡車廂。
2、3號月台的路線為彎位，停車時的列車會傾斜。在1號月台西邊設有留置線。而1號月台不是停在急彎處（近車站大樓一諦）。此外，在月台側面設置了馬的雕刻。
車站設有2處閘口，起位於月台南邊（近名古屋一方）。西出口為有人閘口，該出口在迷你綜合大樓內，設有商店（現時第2層商店沒有營業）。在出口前設有迴旋路、的士站、笠松町公共設施巡回町民巴士站、「岐南町社區的士」站。但是，使用岐南町社區的士前需事前以電話連絡預約。
本站曾設有從岐阜經笠松站往羽島、一宮方向的名鐵巴士巴士路線、從川島經笠松站（去程）、從笠松站往新岐阜（經伏屋、八劍。回程）的岐阜巴士、岐阜市社區巴士（接觸巴士）、岐南町巡回巴士（虹巴士）。
東出口是一座舊變電站經改裝而成的站房，是一座磚瓦建築物。設有臨時售票處，以讓笠松馬場入場客購買車票之用，在馬場入場客下降影響，已經沒有再開設臨時售票處（已經封閉）。在閘口附近設有收費停車場和停泊單車場。在2004年3月前未引入SF全景卡時設有車站職員，在引入後成為無人閘口。此站沒有升降機，設有電梯，在2008年度後期起開始無障礙工程，在2009年3月新設升降機和月台顯示牌，以及月台提高高度工程完工。
| 月台 | 路線       | 上下行 | 方向                                   | 備註               |
| ---- | ---------- | ------ | -------------------------------------- | ------------------ |
| 1    | 竹鼻線     | -      | 竹鼻、新羽島方向                       |                    |
| 1    | 名古屋本線 | 下行   | 名鐵岐阜方向                           | 竹鼻線方向直通班次 |
| 2    | 名古屋本線 | 下行   | 名鐵岐阜方向                           | 名古屋方向班次     |
| 3    | 名古屋本線 | 上行   | 名鐵一宮、名鐵名古屋、中部國際機場方向 |                    |

### 配線圖
|                 | ↑ 新羽島方向        |            |
|                 | 笠松站 站內配線略圖 | → 岐阜方向 |
|                 | ↓ 一宮、名古屋方向  |            |
| 图例 参考文献： |                     |            |

## 使用狀況
- 在中提及在2013年度，當時1日平均上下車人次為7,820人，為名鐵所有車站（275站）排名第50，名古屋本線（60站）中排名第19，竹鼻線、羽島線（10站）中排名第1[13]。
- 在中提及在1992年度，當時1日平均上下車人次為10,104人，為除岐阜市內線均一車費區間內各站（岐阜市內線、田神線、美濃町線徹明町站至琴塚站之間）外名鐵所有車站（342站）中排名第40，名古屋本線（61站）排名第19，竹鼻線、羽島線（16站）中排名第1[14]。
- 根據《笠松町統計書》，在2017年度1日平均上下車人次為8,474人，在2018年度1日平均上下車人次為8,761人。
- 根據《岐阜縣統計書》，在2016年度1日平均乘車人次為4,124人。以下為近年1日平均乘車人次的列表：

| 年度   | 1日平均 乘車人次 | 參考資料 |
| ------ | ---------------- | -------- |
| 2001年 | 3,634            | [ 15 ]   |
| 2002年 | 3,473            | [ 16 ]   |
| 2003年 | 3,280            | [ 17 ]   |
| 2004年 | 3,176            | [ 18 ]   |
| 2005年 | 3,263            | [ 19 ]   |
| 2006年 | 3,160            | [ 20 ]   |
| 2007年 | 3,138            | [ 21 ]   |
| 2008年 | 3,129            | [ 22 ]   |
| 2009年 | 3,125            | [ 23 ]   |
| 2010年 | 3,170            | [ 24 ]   |
| 2011年 | 3,340            | [ 25 ]   |
| 2012年 | 3,660            | [ 26 ]   |
| 2013年 | 3,558            | [ 27 ]   |
| 2014年 | 3,568            | [ 28 ]   |
| 2015年 | 3,764            | [ 29 ]   |
| 2016年 | 4,124            | [ 30 ]   |

## 車站周邊
- 住宅區。附近設有笠松馬場（日语：笠松競馬場）（步行5分鐘）。曾經於一宮方向設有東笠松站，由於使用人次減少於2005年1月29日廢止。
- 岐阜縣立岐阜工業高等學校（日语：岐阜県立岐阜工業高等学校）

## 相鄰車站
名古屋鐵道
 名古屋本線
□μ-SKY、■特急（平日早上部分上行特急班次）
通過
□快速特急、■特急（平日早上部分上行特急班次通過新木曾川站）、□快速急行、■急行、■準急
名鐵一宮（NH50）－新木曾川（NH53）*－笠松（NH56）－名鐵岐阜（NH60）
■普通
木曾川堤（NH55）－笠松（NH56）－岐南（NH57）
 竹鼻線
（名鐵岐阜方向－）笠松（NH56）－西笠松（TH01）
※ 曾經此站與木曾川堤站之間設有東笠松站，此站與岐南站之間設有下德田站、八劍站和印食站。此站至西笠松站之間設有笠松口站。

## 注腳
1. ↑  鐵道院監督局『鉄道免許・名古屋鉄道（元美濃電気軌道）1・明治45年～大正5年』 「14. 軽便線旅客運輸開始の件」
2. ↑  「軽便鉄道停車場名改称」『官報』1916年2月4日（國立國会圖書館數碼化收藏資料）
3. ↑  鐵道院監督局『鉄道免許・名古屋鉄道（元美濃電気軌道）1・明治45年～大正5年』 「52.  笠松停車場新駅使用開始届」
4. ↑  鐵道院監督局、鐵道省監督局『鉄道免許・竹鼻鉄道（名古屋鉄道）2・大正10年～昭和4年』 「14. 共同使用停車場竣功の件」
5. 1 2  渡利正彥「岐阜駅から見た名鉄の印象」、『鐵道畫刊』第816卷，電氣車研究會，2009年3月，168頁。
6. ↑  名古屋鐵道株式會社（編）. . 名古屋鐵道廣報宣傳部. 1986: 15.
7. ↑  名古屋鐵道廣報宣傳部（編）. . 名古屋鐵道. 1994: 570.
8. ↑  名古屋鐵道廣報宣傳部（編）. . 名古屋鐵道. 1994: 1072.
9. ↑  太田貴之. . 鐵道畫刊 (電氣車研究會). 2009-03, 816: 46.
10. ↑  清水武. . 洋泉社. 2016: 66. ISBN 978-4-8003-0800-9.
11. 1 2 3  駅時刻表：名古屋鉄道・名鉄バス （页面存档备份，存于），2019年3月24日參閱
12. ↑  電氣車研究會，『鐵道畫刊』通卷第816號 2009年3月 臨時特刊號 「特集 - 名古屋鉄道」，卷末收錄「名古屋鐵道 配線略圖」
13. ↑  名鐵120年史編纂委員會事務局（編）. . 名古屋鐵道. 2014: 160–162.
14. ↑  名古屋鐵道廣報宣傳部（編）. . 名古屋鐵道. 1994: 651–653.
15. ↑  岐阜県統計書（平成14年）PDF
16. ↑  岐阜県統計書（平成15年）PDF
17. ↑  岐阜県統計書（平成16年）PDF
18. ↑  岐阜県統計書（平成17年）PDF
19. ↑  岐阜県統計書（平成18年）PDF
20. ↑  岐阜県統計書（平成19年）PDF
21. ↑  岐阜県統計書（平成20年）PDF
22. ↑  岐阜県統計書（平成21年）PDF
23. ↑  岐阜県統計書（平成22年）PDF
24. ↑  岐阜県統計書（平成23年）PDF
25. ↑  岐阜県統計書（平成24年）PDF
26. ↑  岐阜県統計書（平成25年）PDF
27. ↑  岐阜県統計書（平成26年）PDF
28. ↑  岐阜県統計書（平成27年）PDF
29. ↑  岐阜県統計書（平成28年）PDF
30. ↑  岐阜県統計書（平成29年）PDF

## 外部連結
- 笠松 - 名古屋鐵道